# Unguja Kusini
Unguja Kusini eller Syd-Zanzibar  er en af Tanzanias 26 administrative regioner. Den består af den sydlige del af øen Unguja, som er hovedøen på Zanzibar. Regionen har 110.183 indbyggere (2009) og et areal på 854 km², hvilket gør den til den befolkningsmæssigt mindste af landets regioner. Regionhovedstaden er Koani.
Regionen består af to distrikter: Kati med 62.537 indbyggere og Kusini med 31.967 indbyggere.

## Eksterne kilder og henvisninger
1. ↑   Statoids, Regions of Tanzania

6°16′S 39°25′Ø / 6.267°S 39.417°Ø